# Kenny & Company
Kenny și Company (titlu original: Kenny & Company) este un film american dramatic de comedie din 1976 regizat de Don Coscarelli. Rolurile principale au fost interpretate de actorii A. Michael Baldwin și Reggie Bannister, care au apărut amândoi în următorul film al regizorului, Phantasm.

## Distribuție
- Dan McCann - Kenny
- A. Michael Baldwin - Doug
- Jeff Roth - Sherman
- Ralph Richmond - Big Doug
- Reggie Bannister - Donovan
- Clay Foster - Mr. Brink